# Хотел Билдерберг
Хотел Билдерберг је хотел у Остербеку у Низоземској где је одржан први сусрет Билдербершке групе 1954. године. Према хотелу Билдерберг ова група је добила име али и њени активисти (Билдербергери).